# Supershitty to the Max!

Supershitty to the Max! est le premier album du groupe suédois The Hellacopters sorti le 1er juin 1996.

## Liste des titres
| No  | Titre                        | Durée |
| --- | ---------------------------- | ----- |
| 1.  | (Gotta Get Some Action) Now! |       |
| 2.  | 24 H Hell                    |       |
| 3.  | Fire Fire Fire               |       |
| 4.  | Born Broke                   |       |
| 5.  | Bore Me                      |       |
| 6.  | Tab                          |       |
| 7.  | How Could I Dare             |       |
| 8.  | Didn't Stop Us               |       |
| 9.  | Random Riot                  |       |
| 10. | Fake Baby                    |       |
| 11. | Ain't No Time                |       |
| 12. | Such a Blast                 |       |
| 13. | Spock In My Rocket           |       |